# Dendrelaphis lorentzi
Dendrelaphis lorentzi là một loài rắn trong họ Rắn nước. Loài này được Lidth De Jeude mô tả khoa học đầu tiên năm 1911.